# ФК Гранит Јошаничка Бања
ФК Гранит Јошаничка Бања је фудбалски клуб из Јошаничке Бање, Србија, и тренутно се такмичи у Рашкој окружној лиги, петом такмичарском нивоу српског фудбала. Клуб је основан 1954. године. Боја клуба је црвена.